# Moeda fracionária

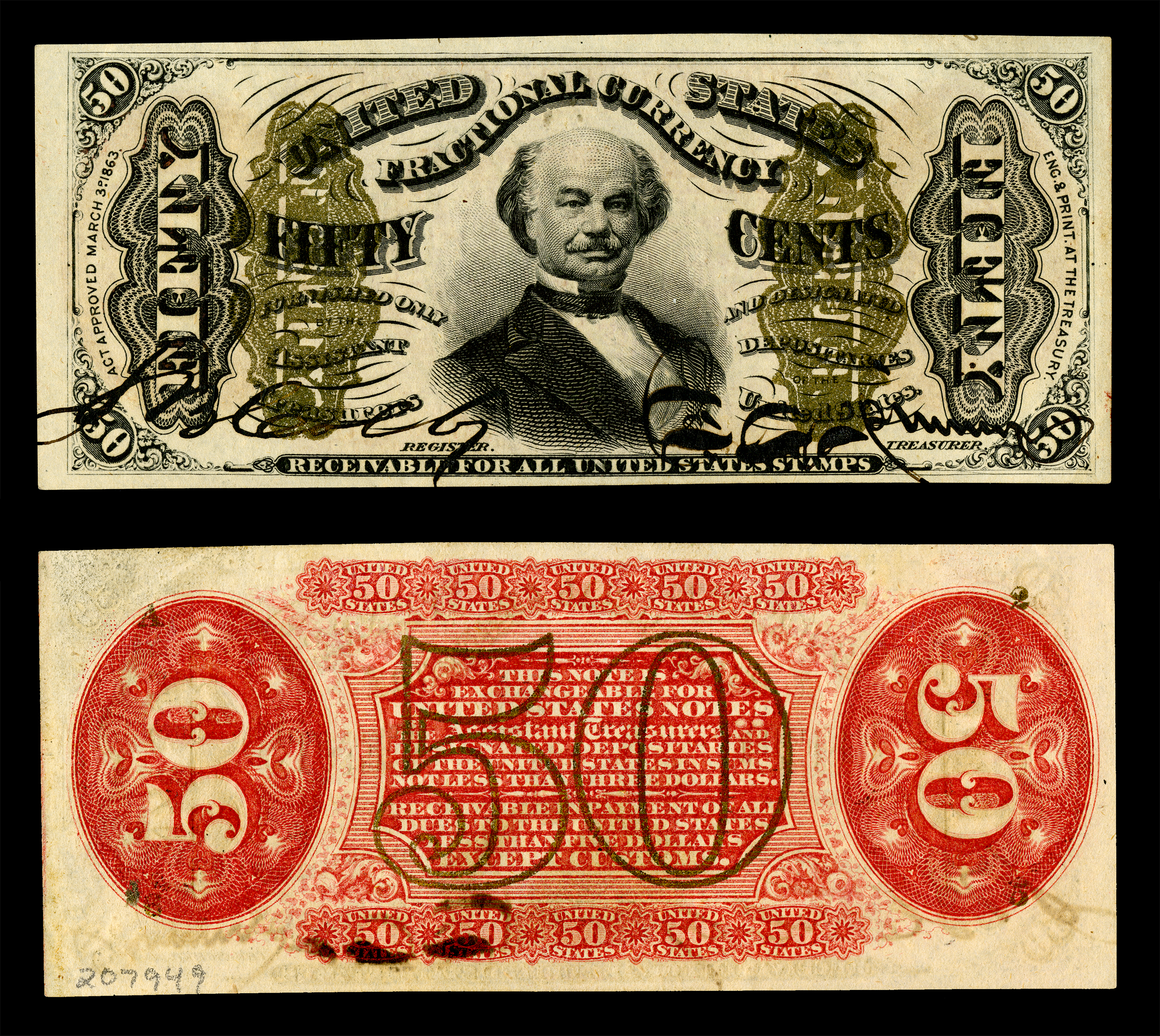
Moeda fraccionada de 50 cêntimos representando [Francis E. Spinner], com assinatura autografada.

A moeda fracionária, também conhecida nos Estados Unidos como shinplasters [estuquistas de tíbia], foi uma denominação introduzida pelo Governo dos Estados Unidos após a eclosão da Guerra Civil. Estas notas de baixa denominação do dólar dos Estados Unidos estavam em uso entre 21 de agosto de 1862 e 15 de fevereiro 1876, e foram emitidas em denominações de 3, 5, 10, 15, 25 e 50 cêntimos emitidas em cinco períodos. O tipo completo abaixo faz parte da National Numismatic Collection, alojada no Museu de História Natural Americana, parte do Smithsonian Institution.

## História

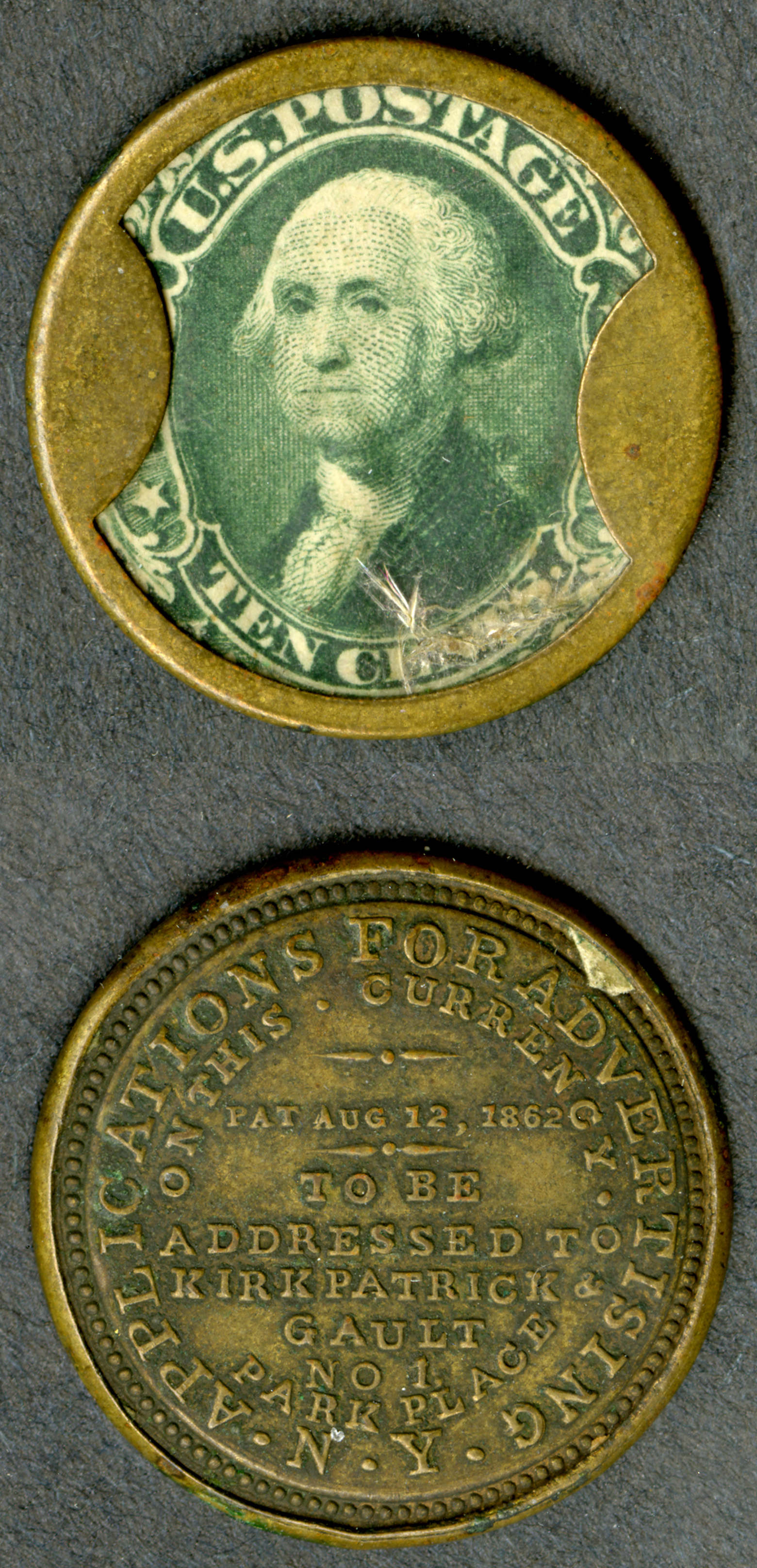
Selo postal em caixa por John Gault

A economia da Guerra Civil catalisou uma escassez de moedas moedas de ouro e prata foram acumuladas devido ao seu valor intrínseco em ouro em relação ao papel-moeda irredimível da época. No final de 1861, para ajudar a financiar a Guerra Civil, o governo dos Estados Unidos emprestou moedas de ouro dos bancos da cidade de Nova Iorque em troca de notas do tesouro dos anos 30 e os bancos de Nova Iorque as venderam ao público em troca de ouro para pagar o empréstimo. Em dezembro de 1861, o caso Trent abalou a confiança pública com a ameaça de guerra em uma segunda frente. O Departamento do Tesouro dos Estados Unidos suspendeu os pagamentos em espécie e os bancos da cidade de Nova Iorque pararam de resgatar papel-moeda em ouro e prata. Na ausência de moedas de ouro e prata, o prêmio em espécie começou a desvalorizar o papel-moeda. Depois que os bancos de Nova Iorque suspenderam os pagamentos em espécie (seguidos rapidamente por Boston e Filadélfia) No início de janeiro de 1862 o prêmio sobre o ouro aumentou de 1-3% sobre o papel para 9% sobre o papel em junho de 1862, quando um dólar de papel valia 91,69 cêntimos em ouro. Esta especulação monetária alimentada (por exemplo, de resgatar notas de banco por moedas de prata que eram então vendidas com um prêmio como ouro), e criou perturbações significativas nos negócios e comércio. Métodos alternativos de fornecer pequenos trocos incluíam a reintrodução de um quarto de dólar espanhol na Filadélfia, cortando as notas de dólar em quartos ou metades, recusando-se a fornecer trocos (sem cobrar um prêmio pelo fornecimento de moedas de prata), ou o emissão de shinplasters emitidos localmente (ou seja, aqueles emitidos por empresas ou municípios locais), que era proibida por lei em muitos estados.
O tesoureiro dos Estados Unidos, Francis E. Spinner, recebeu o crédito por encontrar a solução para a escassez de moedas: ele criou a moeda postal (que levou ao uso da moeda fracionária). A moeda postal (ou postal) foi a primeira das cinco emissões de papel-moeda fracionário dos Correios dos Estados Unidos impressa em denominações de 5 cêntimos, 10 cêntimos, 25 cêntimos e 50 cêntimos e emitida de 21 de agosto de 1862 a 27 de maio de 1863 Spinner propôs o uso de selos postais, afixados em papel do Tesouro, com a sua assinatura na parte inferior (veja a ilustração abaixo). Com base nessa iniciativa, o Congresso apoiou uma solução temporária envolvendo moeda fracionária e, em 17 de julho de 1862, o presidente Lincoln sancionou o projeto de lei de moeda postal. A intenção, entretanto, não era que os selos fossem uma moeda circulante.
O desenho da primeira edição (moeda postal) foi diretamente baseado nos exemplos originais desenhados por Spinner. Algumas variedades até tinham uma borda perfurada em forma de selo. Embora não seja considerada uma moeda com curso legal, a moeda postal poderia ser trocada por Notas dos Estados Unidos em lotes de $ 5 e eram recebíveis no pagamento de todas as taxas aos Estados Unidos, até $ 5. As edições subsequentes não incluiriam mais imagens de selos e foram chamadas de moeda fracionária. Apesar da legislação de julho de 1862, os selos postais permaneceram uma forma de moeda até que a moeda postal ganhou impulso na primavera de 1863. Em 1863, o secretário Chase pediu uma nova moeda fracionária que fosse mais difícil de falsificar do que a moeda postal. As novas notas fracionárias de moeda eram diferentes das emissões de moeda postal de 1862.  Eles eram mais coloridos com impressão no verso, e várias medidas anti-falsificação foram empregadas: papel experimental, acréscimo de sobretaxas, sobreimpressões, papel de fundo azul, fibras de seda e marcas d'água, para citar alguns. Protetores de moeda fracionários que tinham espécimes de um só lado foram vendidos aos bancos para fornecer um padrão de comparação para a detecção de falsificações. A nota postal e a moeda fracionária permaneceram em uso até 1876, quando o Congresso autorizou a cunhagem de moedas fracionárias de prata para resgatar as notas fracionárias em circulação.

## Períodos de emissão e variedades
| Período da emissão | Datas do período         | Denominações emitidas         | Destaques/variedades |
| ------------------ | ------------------------ | ----------------------------- | --- |
| Primeira emissão   | 21 Ago 1862 27 Maio 1863 | $0.05 $0.10 $0.25 $0.50       | Emitido como moeda postal com duas variedades principais: 1) arestas (rectas versus perfuradas), e 2) monograma (presença ou ausência da monograma de Nota do banco americano Co. (ABCo) no verso). Todas as quatro denominações têm o selo no anverso. |
| Segunda emissão    | 10 Out 1863 23 Fev 1867  | $0.05 $0.10 $0.25 $0.50       | Introdução de numerosas medidas anti-falsificação: oval de bronze (anverso), tinta de bronze sobretaxa (reverso), uso de papel de fibra. |
| Terceira emissão   | 5 Dez 1864 16 Ago 1869   | $0.03 $0.05 $0.10 $0.25 $0.50 | Uso esporádico de sobretaxas, assinaturas introduzidas (exceto 3 cêntimos) tanto impressas (PS) e autografadas (AS), características de projecto (ou indicadores de posição)-quer a letra a, o número 1, ou ambos, no anverso extremo esquerdo.         |
| Quarta emissão     | 14 Jul 1869 16 Fev 1875  | $0.10 $0.15 $0.25 $0.50       | Medidas anti-contrafacção adicionais: papel com marca de água (US), embutido de grande fibra de sedas, papel final de cor azul. |
| Quinta edição      | 26 Fev 1874 15 Fev 1876  | $0.10 $0.25 $0.50             | Impressão de tinta em papel, fibras de seda. |

Inspiração, modelo, e provas da primeira edição de (moeda postal)
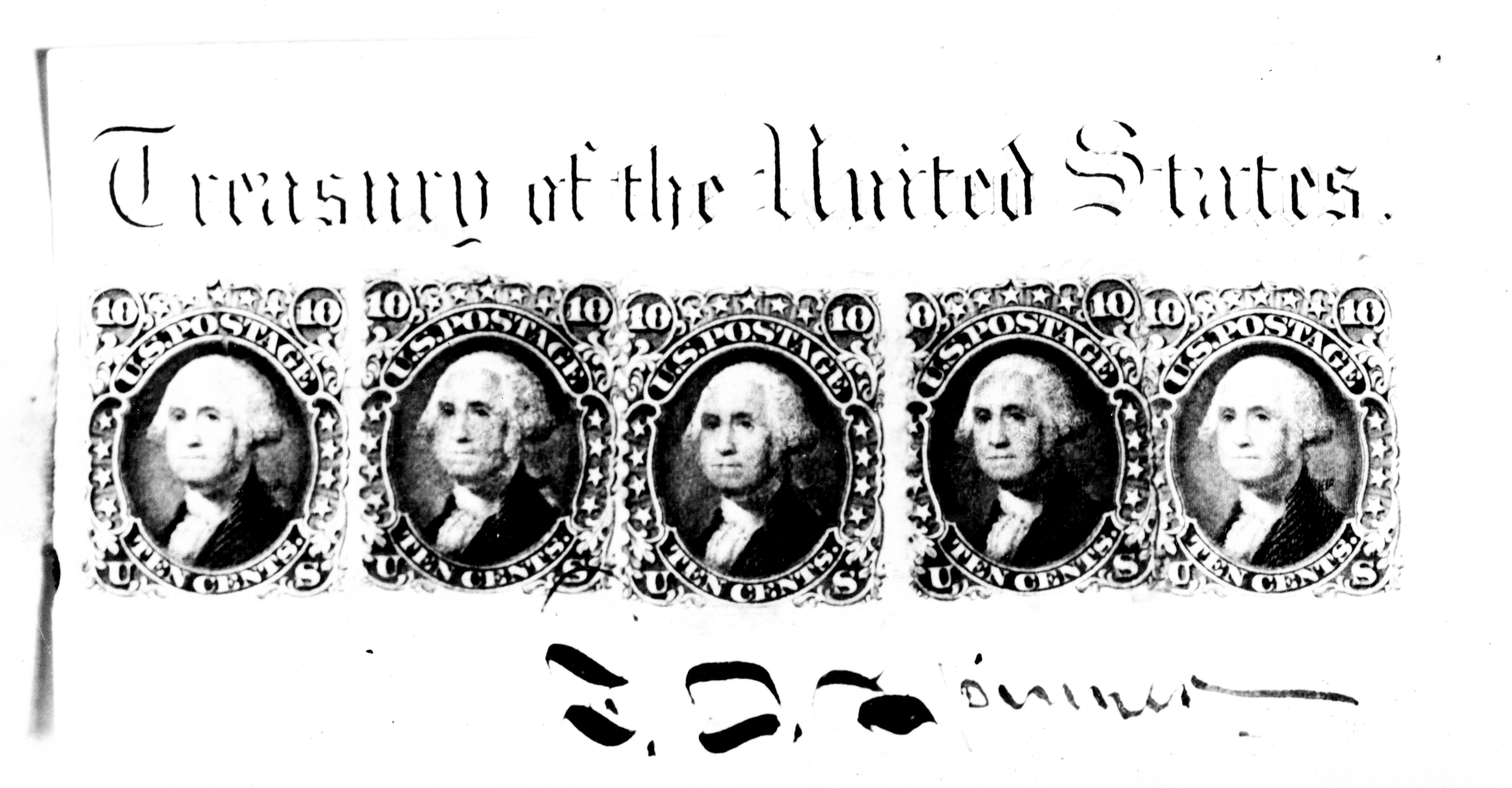
Desenho assinado inicial do Spinner (foto)
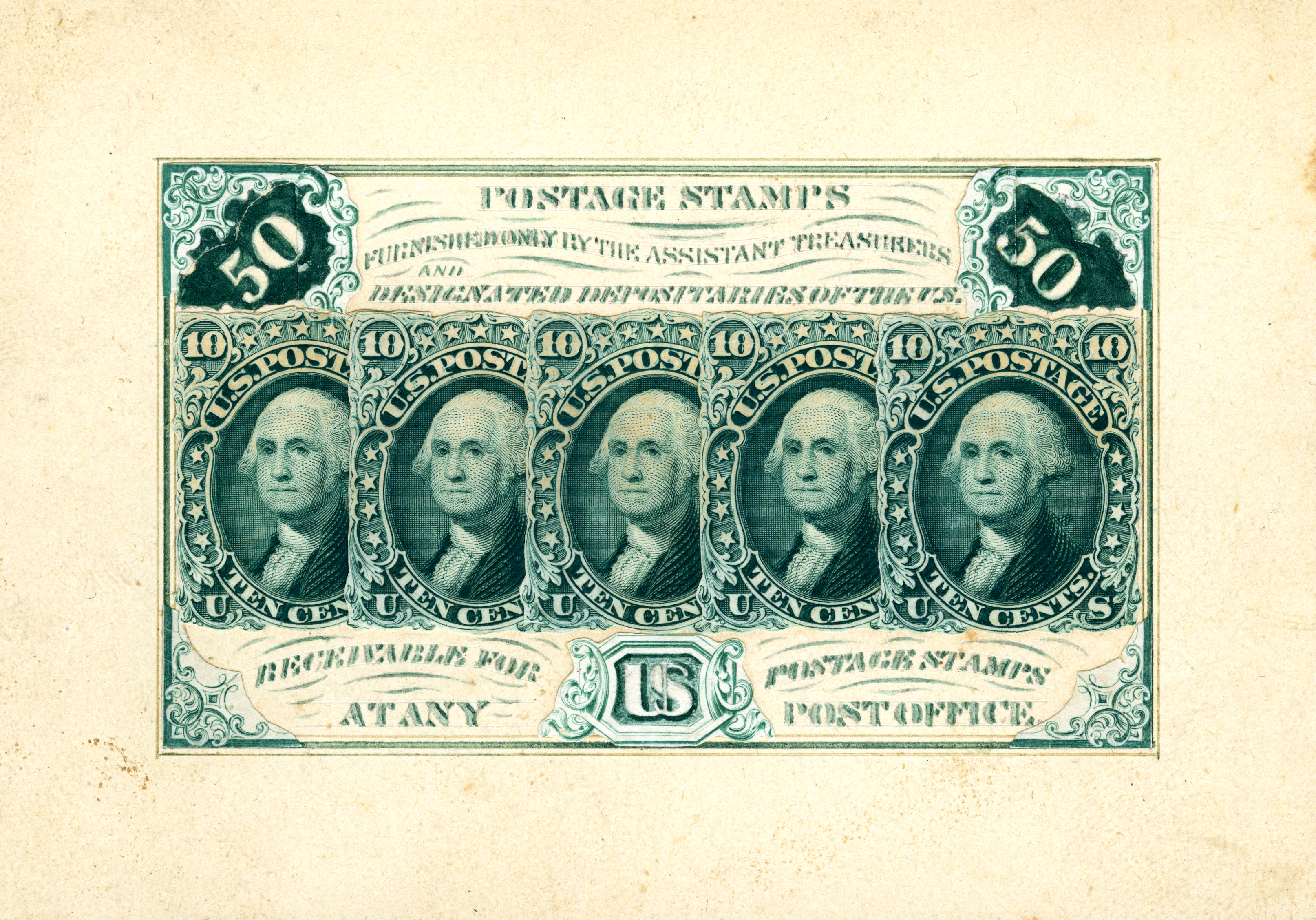
Arte original do modelo
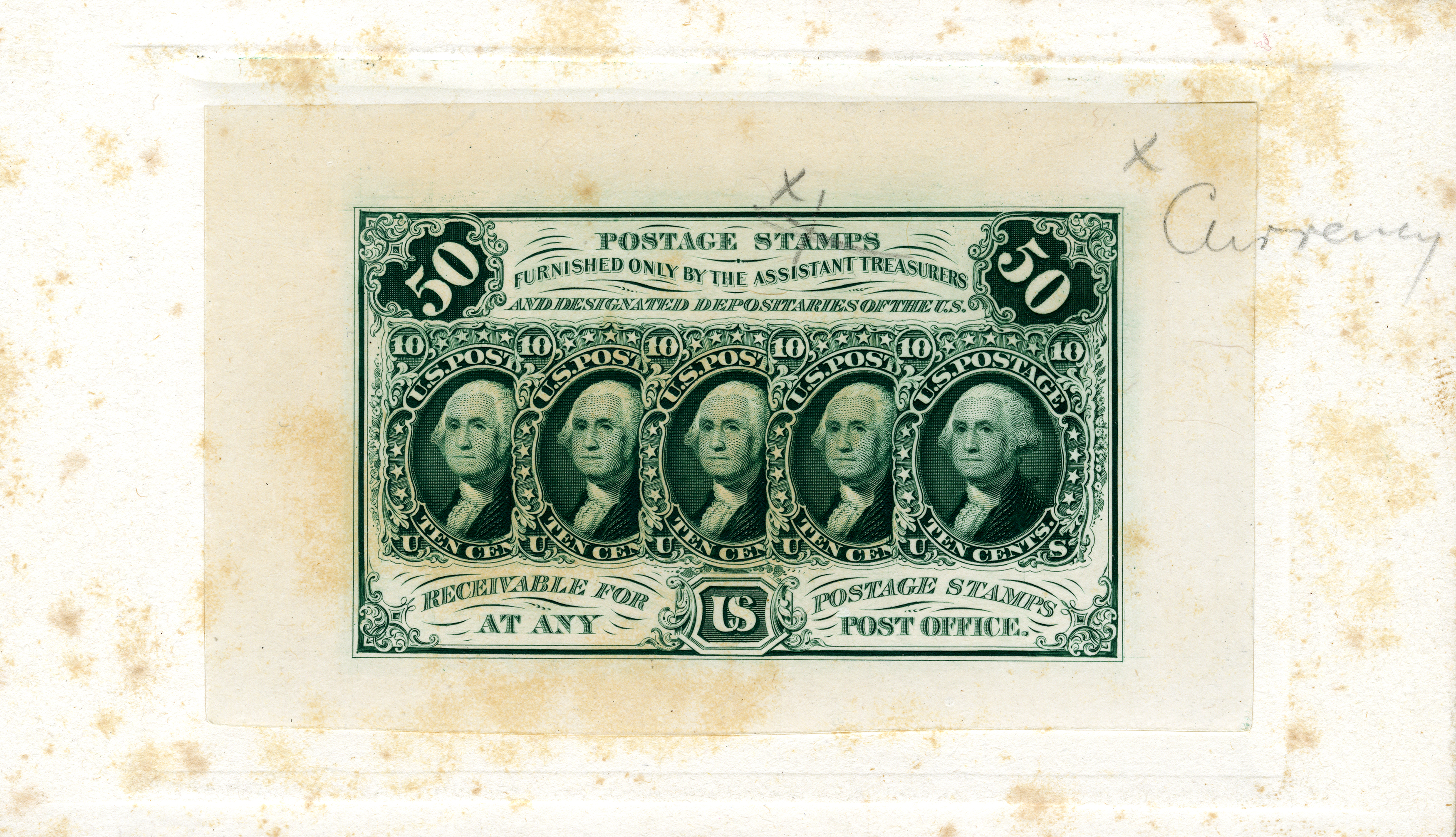
Prova de trabalho com notações a lápis

## Conjunto completo de tipos de moeda fracionária dos Estados Unidos
| Valor | Séries           | Tamanho         | Fr. no. | Imagem                                                     | Retrato                | Variedades |
| ----- | ---------------- | --------------- | ------- | ---------------------------------------------------------- | ---------------------- | --- |
| $0.05 | Primeira emissão | 65 × 43.5 mm    | Fr.1231 | Nota fraccionada de cinco cêntimos de primeira edição      | Thomas Jefferson       | 1228 – Perforado; monogram 1229 – Perforado; sem monograma 1230 – Direito; monograma 1231 – Direito; sem monograma |
| $0.10 | Primeira emissão | 65 × 43.5 mm    | Fr.1240 | Nota fraccionada de dez cêntimos                           | George Washington      | 1240 – Perforada; monograma 1241 – Perforada; sem monograma 1242 – Direita; monograma 1243 – Direita; sem monograma |
| $0.25 | Primeira edição  | 65.5 × 45 mm    | Fr.1280 | Nota fraccionada de vinte e cinco cêntimos primeira edição | Thomas Jefferson       | 1279 – Perforado; monogram 1280 – Perforada; sem monograma 1281 – Direita; monograma 1282 – Direita; sem monograma |
| $0.50 | Primeira edição  | 65.5 × 45 mm    | Fr.1312 | Nota fraccionada de cinquenta cêntimos primeira edição     | George Washington      | 1310 – Perforado; monogram 1311 – Perforado; sem monograma 1311a – Mesmo, excepto 14 versus 12 perf/20 mm 1312 – Direita; monograma 1314 – Direita; sem monograma |
| $0.05 | Segunda edição   | 65.5 × 47 mm    | Fr.1232 | Nota fraccionada de cinco cêntimos segunda edição          | George Washington      | 1232 – sem sobretaxa 1233 – Sobretaxa "18-63” 1234 – Sobretaxa "18-63” e "S” 1235 – Sobretaxa "18-63” e "R-1”; papel fibra |
| $0.10 | Segunda edição   | 65.5 × 47 mm    | Fr.1246 | Nota fraccionada de dez cêntimos segunda edição            | George Washington      | 1244 – Sem sobretaxa 1245 – Sobretaxa "18-63” 1246 – Sobretaxa "18-63” e "S” 1247 – Sobretaxa "18-63” e "I” 1248 – Sobretaxa "0-63” 1249 – Sobretaxa "18-63” e "T-1” |
| $0.25 | Segunda edição   | 65.5 × 47 mm    | Fr.1284 | Nota fraccionada de vinte e cinco cêntimos segunda edição  | George Washington      | 1283 – sem sobretaxa. 1284 – Sobretaxa "18-63” 1285 – Sobretaxa "18-63” e "A” 1286 – Sobretaxa "18-63” e "S” 1287 – Sem emissão Friedberg número 1288 – Sobretaxa "18-63” e "2” 1289 – Sobretaxa "18-63” e "T-1”; papel fibra 1290 – Sobretaxa "18-63” e "T-2”; papel fibra |
| $0.50 | Segunda edição   | 65.5 × 47 mm    | Fr.1322 | Nota fraccionada de cinquenta cêntimos segunda edição      | George Washington      | 1314 – sem sobretaxa 1315 – Sem emissão Friedberg número 1316 – Sobretaxa "18-63” 1317 – Sobretaxa "18-63” e "A” 1318 – Sobretaxa "18-63” e "1” 1319 – Sem emissão Friedberg número 1320 – Sobretaxa "18-63” e "0-1”; papel fibra 1321 – Sobretaxa "18-63” e "R-2”; papel fibra 1322 – Sobretaxa "18-63” e "T-1”; papel fibra |
| $0.03 | Terceira emissão | 66 × 40.5 mm    | Fr.1226 | Three-cent third-issue fractional note                     | George Washington      | 1226 – Retrato fundo claro 1227 – Retrato fundo escuro |
| $0.05 | Terceira emissão | 64 × 46 mm      | Fr.1238 | Nota fraccionada de cinco cêntimos terceira edição         | Spencer Clark          | 1236 – Reverso vermelho 1237 – Reverso vermelho; letra desenhada "a” 1238 – Reverso verde 1239 – Reverso verde; letra desenhada "a” |
| $0.10 | Terceira emissão | 81 × 47 mm      | Fr.1254 | Nota fraccionada de dez cêntimos terceira edição           | George Washington      | 1251 – 1254 Reverso vermelho 1251 – Reverso vermelho 1252 – Reverso vermelho; desenho numeral "1” 1253 – Reverso vermelho; (AS) Colby e Spinner 1254 – Reverso vermelho; (AS) Jeffries e Spinner 1255 – 1256 Reverso verde 1255 – Reverso verde 1255a – Reverso verde; (AS) Colby e Spinner 1256 – Reverso verde; desenho numeral "1” |
| $0.25 | Terceira emissão | 95.5 × 47 mm    | Fr.1294 | Nota fraccionada de vinte e cinco cêntimos terceira edição | William Fessenden      | 1291 – 1293 Reverso vermelho 1291 – Reverso vermelho 1292 – Reverso vermelho; letra desenhada "a” 1293 – Friedberg número removido de utilização 1294 – 1300 Reverso verde 1294 – Reverso verde 1295 – Reverso verde; letra desenhada "a” 1296 – Reverso verde; grande letra desenhada "a” 1297 – Reverso verde; sobretaxa "M-2-6-5”; papel fibra 1298 – Reverso verde; same as 1297; letra desenhada "a” 1299 – Reverso verde; sobretaxa "M-2-6-5”; desenhos ornamentais anversos em sobre-impressão de bronze sólido; papel fibra 1300 – Reverso verde; mesmo que 1299; letra desenhada "a” |
| $0.50 | Terceira emissão | 114 × 48 mm     | Fr.1328 | Nota fraccionada de cinquenta cêntimos terceira edição     | Francis Spinner        | 1324 – 1330 Reverso vermelho; sobretaxa "A-2-6-5” 1324 – Reverso vermelho; sobretaxa "A-2-6-5”; sem desenho figuras 1325 – Reverso vermelho; sobretaxa "A-2-6-5”; figuras desenho "1” e "a” 1326 – Reverso vermelho; sobretaxa "A-2-6-5”; desenho figura "1” 1327 – Reverso vermelho; sobretaxa "A-2-6-5”; desenho figura "a” 1328 – Reverso vermelho; sobretaxa "A-2-6-5”; (AS) Colby e Spinner 1329 – Reverso vermelho; sobretaxa "A-2-6-5”; (AS) Allison e Spinner 1330 – Reverso vermelho; sobretaxa "A-2-6-5”; (AS) Allison e New 1331 – 1334 Reverso verde; sem sobretaxa 1331 – Reverso verde; sem sobretaxa; sem desenho figuras 1332 – Reverso verde; sem sobretaxa; figuras desenho "1” e "a” 1333 – Reverso verde; sem sobretaxa; desenho figura "1” 1334 – Reverso verde; sem sobretaxa; desenho figura "a” 1335 – 1338 Reverso verde; sobretaxa "A-2-6-5” 1335 – Reverso verde; sobretaxa "A-2-6-5”; sem desenho figuras 1336 – Reverso verde; sobretaxa "A-2-6-5”; figuras desenho "1” e "a” 1337 – Reverso verde; sobretaxa "A-2-6-5”; desenho figura "1” 1338 – Reverso verde; sobretaxa "A-2-6-5”; desenho figura "a” |
| $0.50 | Terceira emissão | 114 × 48 mm     | Fr.1339 | Nota fraccionada de cinquenta cêntimos terceira edição     | Francis Spinner        | 1339 – Reverso verde; sem sobretaxa ou figuras desenho 1340 – Reverso verde; figuras desenho "1” e "a” 1341 – Reverso verde; desenho figura "1” 1342 – Reverso verde; desenho figura "a” |
| $0.50 | Terceira emissão | 114 × 48 mm     | Fr.1355 | Nota fraccionada de cinquenta cêntimos terceira edição     | Juíz agarrando escalas | 1343 – 1346 Reverso vermelho; sem sobretaxa 1343 – Reverso vermelho; sem sobretaxa; sem desenho figuras 1344 – Reverso vermelho; sem sobretaxa; figuras desenho "1” e "a” 1345 – Reverso vermelho; sem sobretaxa; desenho figura "1” 1346 – Reverso vermelho; sem sobretaxa; desenho figura "a” 1347 – 1350 Reverso vermelho; sobretaxa "A-2-6-5” 1347 – Reverso vermelho; sobretaxa "A-2-6-5”; sem desenho figuras 1348 – Reverso vermelho; sobretaxa "A-2-6-5”; figuras desenho "1” e "a” 1349 – Reverso vermelho; sobretaxa "A-2-6-5”; desenho figura "1” 1350 – Reverso vermelho; sobretaxa "A-2-6-5”; desenho figura "a” 1351 – 1354 Reverso vermelho; sobretaxa "S-2-6-4”; (PS) 1351 – Reverso vermelho; sobretaxa "S-2-6-4”; (PS); sem desenho figuras; papel fibra 1352 – Reverso vermelho; sobretaxa "S-2-6-4”; (PS); figuras desenho "1” e "a”; papel fibra In 2004, a Fr. 1352 (one of only three known), sold at public auction for $126,500. 1353 – Reverso vermelho; sobretaxa "S-2-6-4”; (PS); desenho figura "1”; papel fibra 1354 – Reverso vermelho; sobretaxa "S-2-6-4”; (PS); desenho figura "a”; papel fibra 1355 – 1357 Reverso vermelho; (AS) Colby e Spinner 1355 – Reverso vermelho; (AS) Colby e Spinner; sem sobretaxa ou desenho de figuras 1356 – Reverso vermelho; (AS) Colby e Spinner; sobretaxa "A-2-6-5” 1357 – Reverso vermelho; (AS) Colby e Spinner; sobretaxa "A-2-6-4”; papel fibra 1358 – 1361 Reverso verde; sem sobretaxa 1358 – Reverso verde; sem sobretaxa; sem desenho figuras 1359 – Reverso verde; sem sobretaxa; figuras desenho "1” e "a” 1360 – Reverso verde; sem sobretaxa; desenho figura "1” 1361 – Reverso verde; sem sobretaxa; desenho figura "a” 1362 – 1365 Reverso verde; sobretaxa "A-2-6-5” (estreito) 1362 – Reverso verde; sobretaxa "A-2-6-5” (estreito); sem desenho figuras 1363 – Reverso verde; sobretaxa "A-2-6-5” (estreito); figuras desenho "1” e "a” 1364 – Reverso verde; sobretaxa "A-2-6-5” (estreito); desenho figura "1” 1365 – Reverso verde; sobretaxa "A-2-6-5” (estreito); desenho figura "a”. *estreito – espaçamento da sobretaxa 1366 – 1369 Reverso verde; sobretaxa "A-2-6-5” (wide) 1366 – Reverso verde; sobretaxa "A-2-6-5” (wide); sem desenho figuras 1367 – Reverso verde; sobretaxa "A-2-6-5” (wide); figuras desenho "1” e "a” 1368 – Reverso verde; sobretaxa "A-2-6-5” (wide); desenho figura "1” 1369 – Reverso verde; sobretaxa "A-2-6-5” (wide); desenho figura "a” *wide – espaçamento da sobretaxa 1370 – 1373a Reverso verde; sobretaxa "A-2-6-5”; papel fibra 1370 – Reverso verde; sobretaxa "A-2-6-5”; papel fibra; sem desenho figuras 1371 – Reverso verde; sobretaxa "A-2-6-5”; papel fibra; figuras desenho "1” e "a” 1372 – Reverso verde; sobretaxa "A-2-6-5”; papel fibra; desenho figura "1” 1373 – Reverso verde; sobretaxa "A-2-6-5”; papel fibra; desenho figura "a” 1373a – Reverso verde; sobretaxa "A-2-6-4”; papel fibra; (PS); sem desenho figura |
| $0.10 | Quarta emissão   | 79 × 46 mm      | Fr.1259 | Nota fraccionada de dez cêntimos quarta edição             | Bust of Liberty        | 1257 – Grandeselo vermelho; watermarked; fibras de seda (pink) 1258 – Grandeselo vermelho; fibras de seda (pink) 1259 – Grandeselo vermelho; fibras de seda (violeta); papel final azul 1260 – Does not exist 1261 – selo pequeno vermelho; fibras de seda (violeta); papel final azul |
| $0.15 | Quarta emissão   | 89 × 46 mm      | Fr.1269 | Nota fraccionada de cinquenta cêntimos quarta edição       | Bust of Columbia       | 1267 – Grandeselo vermelho; watermarked; fibras de seda (pink) 1268 – Grandeselo vermelho; fibras de seda (pink) 1269 – Grandeselo vermelho; fibras de seda (violeta); papel final azul 1270 – Does not exist 1271 – Selo pequeno vermelho; fibras de seda (violeta); papel final azul |
| $0.25 | Quarta emissão   | 96.5 × 46 mm    | Fr.1303 | Nota fraccionada de vinte e cinco cêntimos quarta edição   | George Washington      | 1301 – Grandeselo vermelho; watermarked; fibras de seda (pink) 1302 – Grandeselo vermelho; fibras de seda (pink) 1303 – Grandeselo vermelho; fibras de seda (violeta); papel final azul 1307 – Selo pequeno vermelho; fibras de seda (violeta); papel final azul |
| $0.50 | Quarta emissão   | 106 × 47 mm     | Fr.1374 | Nota fraccionada de cinquenta cêntimos quarta edição       | Abraham Lincoln        | 1374 – Selo grande; marca d'água; fibras de sede (rosa) 1375 – Número Friedberg fora da lista |
| $0.50 | Quarta emissão   | 103 × 46 mm     | Fr.1376 | Nota fraccionada de cinquenta cêntimos quarta edição       | Edwin Stanton          | 1376 – Selo pequeno vermelho; fibras de seda (violeta); papel final azul |
| $0.50 | Quarta emissão   | 95 × 52 mm      | Fr.1379 | Nota fraccionada de cinquenta cêntimos quarta edição       | Samuel Dexter          | 1379 - Selo verde; fibras de seda (violeta claro); papel de fim azul |
| $0.10 | Quinta emissão   | 81 × 51 mm      | Fr.1265 | Ten-cent fifth-issue fractional note                       | William Meredith       | 1264 – Selo verde 1265 – Selo vermelho; chave comprida e fina (no selo de Tesouro) 1266 –selo vermelho; chave curta, grossa (no selo de Tesouro) |
| $0.25 | Quinta emissão   | 88.5 × 51.5 mm  | Fr.1308 | Nota fraccionada de vinte e cinco cêntimos quinta edição   | Robert Walker          | 1308 – Chave longa e fina (no selo de Tesouro) 1309 – Chave curta grossa (no selo de Tesouro) |
| $0.50 | Quinta emissão   | 109.5 × 53.5 mm | Fr.1381 | Nota fraccionada de cinquenta cêntimos quinta edição       | William Crawford       | 1380 –Selo vermelho; papel rosa claro no anverso; fibras de seda 1381 –selo vermelho; papel final azul; fibras de seda |

## Retratos de indivíduos vivos

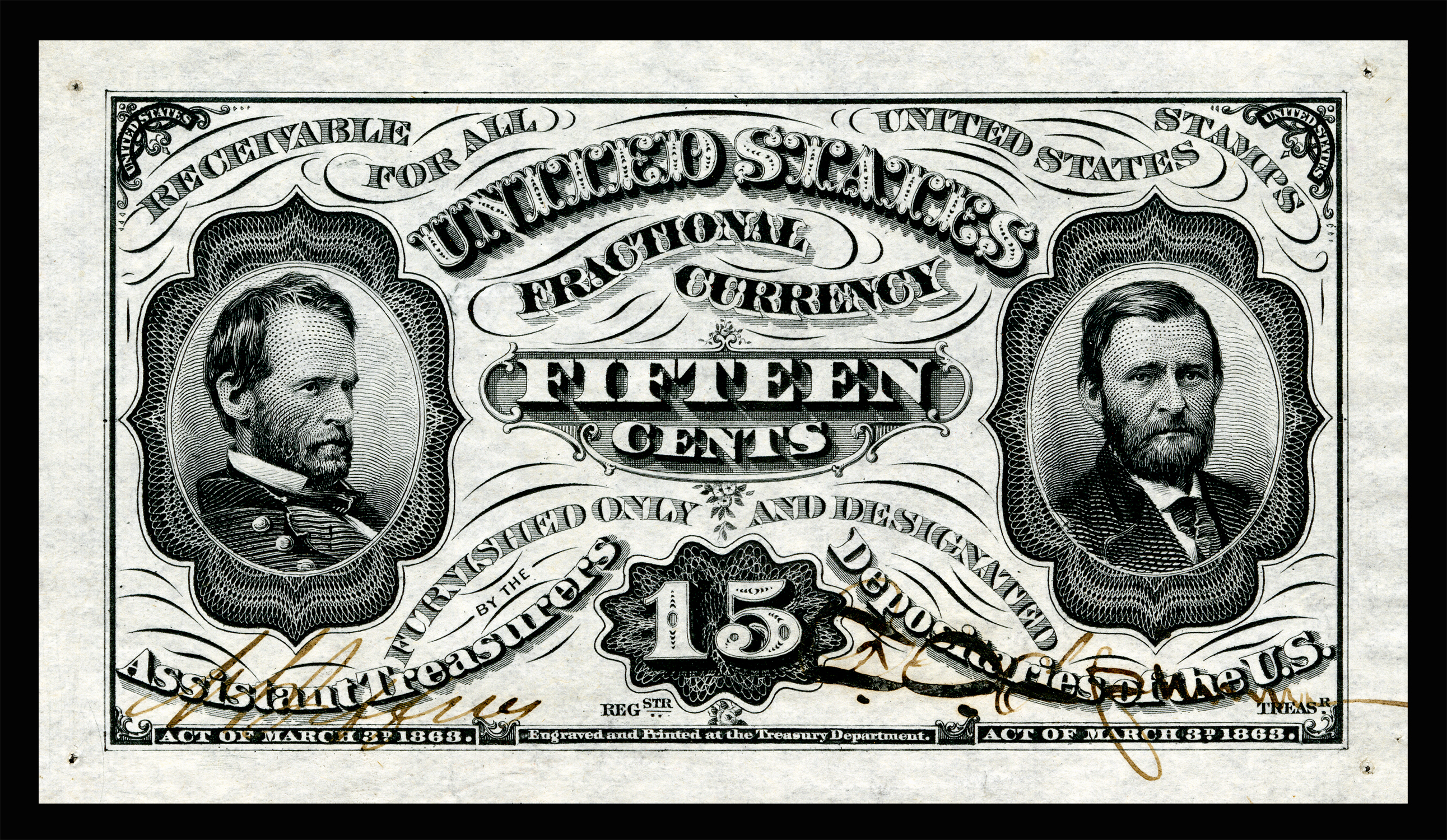
A terceira edição do Sherman-Grant de 15 centavos existe apenas como uma amostra sem emissão

Três pessoas foram retratadas em moeda fracionária durante a sua vida: Francis E. Spinner (Tesoureiro dos Estados Unidos), William P. Fessenden (Senador e Secretário do Tesouro dos EUA) e Spencer M. Clark (Superintendente do Escritório de Moeda Nacional). Tanto Spinner e Clark decidiram ter o seu retrato retratado em moedas, o que gerou polémica. O representante republicano Martin R. Thayer, da Pensilvânia, foi um crítico franco, sugerindo que o privilégio do Tesouro de selecionar retratos para moeda estava sendo abusado. Em 7 de abril de 1866, liderado por Thayer, o Congresso promulgou legislação declarando especificamente "que nenhum retrato ou imagem de qualquer pessoa viva gravada a partir de agora será colocado em qualquer um dos certificados de tesouro, títulos, notas, moeda fracionária ou postal dos Estados Unidos". Na data da passagem, as placas da nota de 15 cêntimos representando William Tecumseh Sherman e Ulysses S. Grant não tinham sido concluídas e, portanto, caíram no âmbito da nova lei. As notas de Sherman-Grant existem apenas como espécimes.

### Livros e revistas
- Anderson, George L. (1939). «The proposed resumption of silver payments in 1873». University of California Press. Pacific Historical Review. 8 (3): 301–316. JSTOR 3633807. doi:10.2307/3633807
- Blake, George Herbert (1908). United States paper money. [S.l.]: George H. Blake. p. 32
- Cuhaj, George S. (2012). Standard Catalog of United States Paper Money 31 ed. Iola, WI: Krause Publications. p. 407. ISBN 978-1-4402-3087-5. Consultado em 9 de setembro de 2013
- Friedberg, Arthur L.; Friedberg, Ira S. (2010). Paper Money of the United States: A Complete Illustrated Guide With Valuations 19th ed. [S.l.]: Coin & Currency Institute. ISBN 978-0-87184-519-1. Consultado em 10 de setembro de 2013
- Knox, John Jay (1888). United States Notes: A history of the various issues of paper money by the government of the United States 3rd ed. [S.l.]: Charles Scribner’s Sons
- Kravitz, Robert J. (2012). A collector's guide to postage & fractional currency: The pocket change of the Union 2nd ed. [S.l.]: Coin & Currency Institute. ISBN 978-087184-204-6
- Mitchell, Wesley C. (1902). «The circulating medium during the Civil War». The University of Chicago Press. Journal of Political Economy. 10 (4): 537–574. JSTOR 1820246. doi:10.1086/250880
- Mitchell, Wesley C. (1903). A history of the greenbacks. [S.l.]: The University of Chicago Press
- National Monetary Commission (1911). Financial laws of the United States 1778–1909. Washington, DC.: Express Printing Co. Consultado em 26 de outubro de 2013
- Reed, Fred (2012). «One hundred and fifty summers ago Civil War postage stamp envelopes circulated as small change». Society of Paper Money Collectors. Paper Money. 280 (July/August): 298–304
- Rothbard, Murray N. (2002). A History of Money and Banking in the United States – The Colonial Era to World War II. Auburn, AL: Ludwig von Mises Institute. ISBN 0-945466-33-1. Consultado em 9 de setembro de 2013
- Spaulding, Elbridge G. (1869). History of the Legal Tender Paper Money issued during the Great Rebellion 2nd ed. Buffalo, NY: Express Printing Co. pp. 165–66. ISBN 978-087184-204-6. Consultado em 9 de setembro de 2013